# Aeroportul Selebi-Phikwe
Aeroportul Selebi-Phikwe (IATA: PKW, ICAO: FBSP) este un aeroport din Botswana ce deservește zona Selibe Phikwe. Aeroportul a fost tranzitat în 2018 de 216 pasageri.
Situat la o altitudine de 891 m, aeroportul dispune de o singură pistă.